# لند او لکیس (فلوریدا)
لند او لکیس (به انگلیسی: Land O' Lakes) یک منطقهٔ مسکونی در ایالات متحده آمریکا است که در شهرستان پاسکو، فلوریدا واقع شده‌است. لند او لکیس ۵۴٫۷ کیلومتر مربع مساحت و ۳۱٬۱۴۵ نفر جمعیت دارد و ۲۳ متر بالاتر از سطح دریا قرار دارد.